# Leucomelas juvenilis
Leucomelas juvenilis là một loài bướm đêm trong họ Noctuidae.